# Fakultät für Gestaltung der Hochschule Augsburg
Die Fakultät für Gestaltung ist eine Fakultät der Hochschule für angewandte Wissenschaften Augsburg.

## Geschichte

### Reichsstädtische Kunstakademie
Augsburg war nach dem Ende des Dreißigjährigen Krieges verarmt, verschuldet und entvölkert und hatte seine frühere politische Bedeutung verloren. Es fanden hier nur noch selten bedeutende Ereignisse statt, wie früher die Reichstage, Krönungen der deutschen Könige oder ihrer Gemahlinnen. Die Schulden der Stadt betrugen 1,5 Millionen Gulden, die Einnahmen durch Steuern dagegen etwa ein Zehntel dieses Betrages. Zwar erging es anderen, ehemals blühenden Reichsstädten ähnlich, doch Augsburg fand mit Hilfe der Kunst verhältnismäßig schnell einen Ausweg. So wurden im Zeitraum 1650 bis 1680 durch die Initiative einzelner Ratsherren 30 Maler als Meister neu aufgenommen. Zu diesen Initiativen gehörte auch die Gründung einer Kunstakademie. Joachim von Sandrart, ein protestantischer Patrizier aus Frankfurt am Main, war ein hoch gebildeter und weit gereister Maler. Seine Ausbildung hatte er sich in Nürnberg, Prag und Utrecht erworben und verbrachte anschließend mehrere Jahre in London und an verschiedenen Orten in Italien. Von 1670 bis 1674 lebte er in Augsburg und verfasste hier den größten Teil der ersten deutschen Kunstgeschichte Teutsche Academie. In Nürnberg beendete er dieses wichtige Werk, für das er Vorbilder in Italien bei Giorgio Vasari und in den Niederlanden bei Karel van Mander gefunden hatte. In Italien lernte er in Rom die Accademia di San Luca kennen und gründete 1674 in Augsburg zusammen mit dem Maler Sigmund Müller eine Maler- und Zeichnerakademie, die zunächst privaten Charakter hatte. 1684 wurde sie vom protestantischen Teil des Stadtrats mit dem anerkannten protestantischen Maler J. U. Mayr als Direktor getragen. Erst 1710 schloss der gesamte Stadtrat sich an und 1712 wurden öffentliche Räume zur Verfügung gestellt: das obere Geschoss der Stadtmetzg, zentral gelegen und mit einer schönen repräsentativen Fassade. Jedoch gab es immer wieder Beschwerden, etwa wegen des üblen Geruchs aus dem Schlachthaus und des engen Treppenaufgangs. Doch für lange Zeit blieb hier der Sitz der Augsburger Akademie. Diese Akademie bot den jungen Künstlern nicht die Grundausbildung; die erhielten sie in ihrer Lehrlings- und Gesellenzeit bei ihrem jeweiligen Meister, vielmehr wurde hier eine Möglichkeit zur Fortbildung geboten, z. B. in graphischen Techniken. Die Leitung hatten jeweils anerkannte Augsburger Maler und Kupferstecher. Nach dem Augsburger Prinzip war die Leitung paritätisch besetzt, gleichzeitig mit einem katholischen und einem protestantischen Künstler. Obwohl die Goldschmiede in Augsburg eine große Rolle spielte, stellten doch ausschließlich Maler und Stecher die Direktoren. Dies waren insgesamt neun Künstler, davon vier gebürtige Augsburger.
| Johann Rieger (1655 bis 1730)                | Johann Rieger aus Dinkelscherben war in Rom und bekam dort in der nordischen Künstlervereinigung, der Schilderbent, den Spitznamen „Sauerkraut“. Von seinen Fresken nenne ich die in Kloster Holzen. Direktor von 1710 bis 1730, katholisch. |
| Georg Philipp Rugendas d. Ä. (1666 bis 1742) | Familie eingewandert aus Spanien, er selbst aus Augsburg; in Rom war sein Spitzname „Schild“, in Italien viel gereist, Schlachten- und Pferdemaler, Reiterszenen in der Malerei, Schabkunst, Radierung. Direktor von 1710 bis 1742, protestantisch. |
| Johann Georg Bergmüller (1688 bis 1762)      | Aus Türkheim/Schwaben, Reise in die Niederlande. Deckenfresken in Diesen und in Augsburg: Barfüßerkirche, kath. HL. Kreuz (beide zerstört), St. Anna, Residenz. Direktor von 1730 bis 1762, katholisch. |
| Gottfried Eichler (1677 bis 1759)            | Aus Liebstadt/Sachsen, erste Lehre in Augsburg, dann mehrjährige Reise in Italien, weitere Ausbildung in Rom. Bildthemen sind Porträt und religiöse Gemälde. Direktor von 1742 bis 1759, protestantisch. |
| Matthäus Günther (1705 bis 1788)             | Aus Tritschengreith (Hohenpeißenberg), Lehre in Murnau; Ausbildung als Geselle bei Cosmas Damian Asam in München, seit 1731 in Augsburg und Heirat mit der Witwe eines Freskomalers, dadurch Meisterrecht in Augsburg. Einflussreicher Rokokomaler. Werke in und um Augsburg: Kleiner Goldener Saal, Friedberg, Herrgottsruh; Innsbruck, Stift Wilten. Direktor von 1762 bis 1783, katholisch.                                  |
| Johann Elias Ridinger (1698 bis 1767)        | Aus Ulm, dort hatte er seine erste Lehre zum Maler. Die für sein Gesamtwerk so wichtige Radiertechnik lernte er an der Reichsstädtischen Kunstakademie in Augsburg bei G. Ph. Rugendas d. Ä. Er schuf vor allem Jagd- und Tierdarstellungen, nur wenige Gemälde. Direktor von 1759 bis 1767, protestantisch. |
| Johann Esaias Nilson (1721 bis 1788)         | Aus Augsburg, Schüler des Gymnasiums bei St. Anna, Lehre in Augsburg, erbte nach dem Tod seines Vaters 1751 dessen Meisterrecht, 1761 Hofmaler. Direktor von 1765 bis 1786, protestantisch. |
| Johann Joseph Anton Huber (1737 bis 1815)    | Aus Augsburg, Lehre in Augsburg bei Johann Georg Bergmüller, mit 19 Jahren Meisterrecht und Heirat in Augsburg. Malte 1783 auf eigene Kosten den Saal der Kunstakademie in der Stadtmetzg aus und wurde daraufhin Nachfolger von Matthäus Günther als katholischer Direktor der Reichsstädtischen Kunstakademie. Werke: Deckenfresko in Oberschönenfeld und in St. Margareth, Augsburg. Direktor von 1784 bis 1815, katholisch. |
| Johann Elias Haid (1739 bis 1809)            | Aus Augsburg, Lehre bei seinem Vater, übernahm dessen Verlag. Kupferstecher und Schabkünstler mit dem Hauptthema Porträt. Direktor von 1786 bis 1809, protestantisch. |

Der Patrizier Paul von Stetten d. J. (1731–1808), Jurist, seit 1770 Mitglied des Stadtrats, 1792 bis 1808 Stadtpfleger (d. h. Bürgermeister), veranlasste 1778 die Gründung einer Gesellschaft von Kunstfreunden zur Unterstützung der Reichsstädtischen Kunstakademie. Im Jahr darauf, 1779, gelang es, im Obergeschoss der Stadtmetzg zusätzliche Räume für die Stadtakademie zu gewinnen, die zuvor für eine Gesellschaft von Musikliebhabern hergerichtet worden waren; nun wurden sie als Studienräume zum Zeichnen für die Kunstakademie In der Stadtmetzg befand sich die Reichsstädtische Kunstakademie (links), viele Studierende kennen noch die langen Gänge des alten Hauptkrankenhauses, in dem der Fachbereich Gestaltung vor dem letzten Umzug untergebracht war. (Mitte) Seit 2006 befindet sich die Fakultät in ihrem neuen Gebäude am Roten Tor. 4 angemessen eingerichtet. Die erste feierliche Preisverleihung mit einer Medaille von Johann Martin Bückle, verbunden mit einer Ausstellung, war am Osterdienstag 1780 und so erfolgreich, dass man eine Fortsetzung wünschte. Im Saal der Stadtmetzg wurden Abgüsse von bedeutenden Antiken – wie z. B. der noch heute im Besitz der Fakultät befindliche Torso, der auch auf einer der Preismedaillen abgebildet ist – zum Abzeichnen und eine Bibliothek aufgestellt. Weitere kleinere Räume wurden für Studienzwecke hergerichtet und man sorgte für Heizmaterial und für Kerzen zur Beleuchtung. Neue Lehrkräfte waren Franz Xaver Habermann und Gottlieb Friedrich Riedel. Dies alles brachte einen neuen Aufschwung. Doch der Verlust der Reichsfreiheit führte 1813 zum Ende der Reichstädtischen Kunstakademie.

### Königliche Höhere Kunstschule Augsburg – Provinzialkunstschule Augsburg (1814) 1820 bis 1835
Die Königliche Höhere Kunstschule Augsburg war von den Weisungen und Vorschriften aus München abhängig. Der Sitz der Kunstschule war weiterhin das Obergeschoss der Stadtmetzg und blieb es, mit Ausnahme von 1835 bis 1864, bis zum Jahr 1906. In den Jahren unmittelbar nach dem Verlust der alten Unabhängigkeit engagierten sich aus alten Künstlerfamilien mehrere Künstler als Lehrer: Johann Lorenz Rugendas d. J., Matthäus Gottfried Eichler, Johann Paul Thelott und Christoph Andreas Nilson. Eine neue künstlerische Drucktechnik, die Lithographie, wurde durch den Münchner Maler Zimmermann bzw. seinen Schüler, den Augsburger Franz Michael Veith, von der Kunstschule aus in Augsburg heimisch. Doch die Hoffnung auf einen neuen Anfang erfüllte sich für die Kunstschule nicht.

### Polytechnische Schule 1835 bis 1864
1835 wurde aus München die Auflösung der Kunst- und Zeichenschule angeordnet. Sie wurde mitsamt allem Inventar und Vermögen der Polytechnischen Schule eingegliedert. Die ablehnende Haltung der Stadt Augsburg konnte nichts bewirken. Das noch vorhandene Inventar – Bücher, Zeichnungen, die Grafiksammlung, Gipsmodelle und Skelette, Objekte zum Abzeichnen – wurden in der Stadt verteilt. Auch den eigenständigen Standort in der Stadtmetzg verlor die Kunstschule als Teil der Polytechnischen Schule, die nun im ehemaligen Dominikanerinnenkloster St. Katharina, dem heutigen Holbein-Gymnasium, untergebracht war. Die Kunstschule war praktisch ausgelöscht. Doch wurde weiterhin Freihandzeichnen gelehrt sowie technische Zeichenfächer. Der Ruf der alten Zeichenschule blieb bestehen. So kam 1852 aus Schrobenhausen Franz Lenbach zum Zeichenunterricht nach Augsburg. 1864 wurde die Polytechnische Schule geschlossen und an ihre Stelle kam die Maschinenbauschule und die Industrieschule. Der Unterricht der Zeichenschule wurde ohne eigene Schulordnung weitergeführt. Den Versuch, 1873 zusätzlich eine Kunstgewerbeschule in Augsburg zu installieren, lehnte der Magistrat ab.

### Städtische Höhere Kunstschule
Erst 1877 wurde der Kunstunterricht wieder gefördert. Die Städtische Höhere Kunstschule wurde eröffnet und hatte bis 1881 Bestand mit dem Bildnis- und Historienmaler Christian Glocker als Direktor, in dessen Person erstmals wieder Kontinuität für die nächsten 40 Jahre erreicht wurde. Die Stiftung des Bankiers Lorenz von Schaezler machte das möglich. Wieder war das Obergeschoss der Stadtmetzg der Sitz der Kunstschule. Der Rahmen für diese Schule war jetzt höchst bescheiden. Sie bot nun eine Grundausbildung im Zeichnen nach antiken Vorlagen und nach lebenden Modellen. Ziel für die meisten Schüler war die Aufnahme an der Kunstakademie in München. Diese Funktion als Zubringerschule konnte die Augsburger Schule gut erfüllen und gewann dafür zunehmend Schüler. 1906 wurde es möglich, dass das Dachgeschoss des neu errichteten großen Schulgebäudes an der Maximilianstraße / Ecke Hallstraße als Ateliergeschoss nach den Bedürfnissen der Kunstschule mit großen Fenstern ausgebaut wurde. Damit wurde die im Grunde unerfreuliche Situation in der Stadtmetzg verlassen. Im resümierenden Rückblick auf das 19. Jahrhundert zeigt sich als die eigentliche Leistung, dass die ehemalige Reichsstädtische Kunstakademie auf der Basis des Lehrprogramms aus dem 18. Jahrhundert überdauert hat.

### Städtische Kunstschule zu Beginn des 20. Jahrhunderts
Drängend stellte sich die Aufgabe eines neuen Konzepts. Nach wechselvollen Geschicken im Lauf des 19. Jahrhunderts war die Augsburger Kunstschule 1921 Bestandteil der Gewerblichen Fachschulen geworden und bot eine handwerkliche Ausbildung, die von der Idee des schöpferischen Handwerks geprägt war. Direktor war bis 1931 der Architekt Karl Horn. Für die Reformierung der Kunstschule hatte er Karl Rupflin aus Lindau gewonnen, der das Ergebnis seiner Arbeit folgendermaßen beschrieb: 
Anstelle einer Pseudo-Akademie war eine handfeste, dem praktischen Leben zugeneigte Kunsthandwerkerschule getreten 
Es unterrichteten drei hauptamtliche Dozenten: Fritz Döllgast leitete die Grafikklasse, Karl Rupflin die Klasse für angewandte Malerei, Josy Eck die Klasse „kunstgewerbliche Frauenarbeit“, und als ihre Nachfolgerin ab 1928 gab Gertrud Fink das Fach Textilmusterzeichnen. Daneben wurden eine Reihe weiterer handwerklicher Fächer unterrichtet. Als Voraussetzung für die Zulassung zu dieser Kunstschule war eine zuvor abgelegte Gesellenprüfung erwünscht, aber nicht zwingend notwendig. Eine Abschlussprüfung gab es zwar nicht, der Besuch der Augsburger Kunstschule bedeutete aber bei der Bewerbung an der Akademie in München eine Empfehlung, d. h. die Kunstschule galt als gute Vorbereitung, als Zubringerschule ohne Eigenständigkeit. Als im Februar 1944 Augsburg durch Bombenangriffe stark zerstört wurde, bekam auch das Domizil der Kunstschule, die Schul- und Atelierräume im Dachgeschoss der Hallschule an der Maximilianstraße, stark beschädigende Treffer. Daraufhin wurde die Kunstschule noch im selben Jahr 1944 geschlossen.

### Kunstschule der Stadt Augsburg ab 1946
Am 1. Juni 1946 wurde sie aufgrund des Antrags von drei Künstlern mit der Lizenz der amerikanischen Militärregierung neu gegründet, und am 1. Juli 1946 wurde der Unterricht wieder aufgenommen. Den alten Standort im Ateliergeschoss der Hallschule aber hatte die Kunstschule verloren, weil die Stadtverwaltung diese Räume dem Stadtbauamt zugeteilt hatte. Herausgelöst aus dem Verbund mit den Gewerblichen Fachschulen war sie nun ein selbständiges Institut mit der Bezeichnung Kunstschule der Stadt Augsburg und dem Stadtschulamt direkt unterstellt. Die praktisch-handwerkliche Ausrichtung der Schule, für die sich Karl Rupflin engagiert hatte, war nicht vollständig aufgegeben, was sich im Lauf der weiteren Entwicklung des Schulkonzepts positiv auswirkte. Zunächst sah das Unterrichtsprogramm eine Schulung in den elementaren Disziplinen Malen, Zeichnen mit Bildaufbau sowie Graphik und Schrift vor. 1946 bestand das Kollegium der Lehrenden aus den Malern und Zeichnern Hermann Rothballer (1885 bis 1960) und Georg Meyer (1898 bis 1960). Letzterer hatte schon 1935 bis 1944 an der Kunstschule und im Meisterkurs für Dekorationsmaler gelehrt. Eugen Nerdinger (1910 bis 1991) war der Jüngste im Kollegium und politisch außerordentlich motiviert und begabt. Er stammte aus Augsburg, wurde 1923 Mitglied der Sozialistischen Arbeiterjugend (SA J). Pfingsten 1934 traf er nahe der Grenze zu Bayern in der Tschechoslowakei Waldemar von Knöringen, die integrierende Hauptperson im SPD-Widerstand, zu einem intensiven Gespräch. Als dann die Kunstschule den Unterricht wieder aufnehmen konnte, war Nerdinger 35 Jahre alt und hatte als Schriftgestalter und Grafiker genügend Erfahrung, um als Mitinitiator und Dozent der Neugründung der Kunstschule erfolgreich wirken zu können. Wie dauerhaft seine Freundschaftsbeziehungen aus den Jahren vor 1945 sich bewährten, wird deutlich an den Worten seiner Freunde, der Einleitung zur N-Werkliste 1970. Auf diese Freundschaften konnte Nerdinger sich stützen, als es um Ausbau und Weiterentwicklung der Kunstschule ging. Für diese 1946 wieder gegründete Kunstschule der Stadt Augsburg war die Aufnahmeprüfung die einzige Leistungskontrolle. Weder die Dauer des Studiums noch die Lehrpläne waren eindeutig festgelegt. Es gab jedoch allgemein gehaltene Bestimmungen über Aufnahme und Studium: 
Die Kunstschule bietet den Verhältnissen entsprechend ihr Bestes, fordert aber vom Studierenden vollen Einsatz...
So gab es bisweilen, über den vorgesehenen Rahmen hinaus, improvisierten Unterricht. Es wurden für die Studierenden unerwartet Stoffgebiete angeboten und Vorträge gehalten. Den 60 Studierenden standen 1946 anfangs zwei Räume im Obergeschoss einer Gastwirtschaft am Hochablass zur Verfügung. Der Weg dorthin durch den Siebentischwald war für die meisten weit und beschwerlich. Eine Besserung, wenn auch noch ein Provisorium, ergab ein Umzug im Frühjahr 1949, als die Grafikklasse und die Malklasse zunächst einige Räume im Antonskasino und im Jahr darauf in der Wittelsbacher Schule mitbenutzen konnten. Die im Herbst 1949 wieder eingerichtete Textilklasse bekam einen Raum der Hallschule.
In den ersten Jahren nach dem Neubeginn war die Kunstschule von Schließung bedroht. Eine Reihe von Faktoren ließen sie ungerechtfertigt lediglich als Kosten verursachend erscheinen. Die Kunstschule war als Gast Mitbenutzer in wechselnden Häusern. Als Zubringerschule bot sie die Vorbereitung für den Besuch der Akademie in München und schließlich kamen von den Studie Händisches Arbeiten ist auch im Zeitalter digitaler Werkzeuge eine Voraussetzung mediengerechten Materialverstehens und anschaulicher Visualisierung. Pinsel und Zeichenstift gehören zur Grundausstattung jedes Studierenden. 7 renden viele nicht aus Augsburg selbst, sondern aus dem Umland. So war die Stadt Augsburg nicht bereit, die Kosten dieser Kunstschule zu tragen, deren „Bildungsauftrag“ Sache des Staates sei, nicht der Stadt.
Ausdruck für die geringe Wertschätzung der Kunstschule durch die Stadtregierung war die fortwährende provisorische Unterbringung. Noch lange war sie, wie schon oben erwähnt, Mitbenutzer von Räumen, die sich nur bedingt für den Fachunterricht eigneten. Im Herbst 1948 schien das Ende unmittelbar zu drohen. Als Sprecher der Schüler der Kunstschule schrieben Lisa Beck und Gottfried Moosdorf – mit völliger Unterstützung der Dozenten – an den Oberbürgermeister und alle Fraktionsvorsitzenden im Stadtrat und schilderten die schwierige Lage der Studierenden und ihrer Familien für den Fall, dass sie die begonnene Ausbildung nicht wie geplant fortführen könnten. Erst 1958 konnten die Ateliers im Dachgeschoss der Hallschule an der Maximilianstraße wieder bezogen werden, die 1906 für die damalige Kunstschule errichtet worden waren. Damit war man wieder am traditionellen Ort im Zentrum der Stadt. Es war Eugen Nerdinger, der unermüdlich bemüht war, die Arbeitsbedingungen zu bessern und das Ansehen der Kunstschule in der Stadt Augsburg zu festigen. Dem galt auch das von ihm initiierte neue Konzept von 1949 für die Ausbildung in der Kunstschule, das auf fest umrissene Berufsbilder (Gebrauchsgrafiker, Textildesigner) zielte und damit auf Anhieb großen Zuspruch bei den Studierenden fand (siehe dazu die Schülerliste der Kunstschule der Stadt Augsburg). Drei Fachklassen wurden für jeweils 20 Studierende eingerichtet: die Grafikklasse unter Leitung von Eugen Nerdinger, die Malklasse mit Hermann Rothballer und die Textilklasse unter Gertrud Fink. Georg Meyer gab als Leiter der Schule Zeichnen in allen Klassen. Es kam auch zur erfolgreichen Teilnahme von Studenten der Kunstschule an öffentlichen Plakatwettbewerben, aus denen z. B. Plakate für die Freilichtbühne angekauft wurden.
Ein weiteres Zeichen für die zunehmende Akzeptanz der Kunstschule war ein Großauftrag der Augsburger Textilindustrie an die Studierenden, Stoffmuster zu entwerfen. Und im Dezember 1950 trat die Kunstschule mit einer Ausstellung an die Augsburger Öffentlichkeit, für Augsburg etwas völlig Neues (annähernd 25 Jahren zuvor, 1927, hatte sich die Augsburger Kunstschule zum ersten Mal mit Arbeiten präsentiert, die in München bei der damaligen Gewerbeschau ausgestellt wurden). Die im Dezember 1950 gezeigten Plakate transportierten Botschaften für unterschiedliche kulturelle Ereignisse: Kunstausstellungen u. a. für die Freilichtbühne, eine Kampagne für die Pfennigparade und einige Schriftanwendungen. Interessant ist ein Plakat für die Ausstellung der Kunstschule von Ottmar Uhlig, damals 23 Jahre alt und im 6. Semester. Es zeigt sehr reizvoll direkt die Situation des Führens und geführt Werdens, die ausführende Hand schwarzlinig in Holzschnitt, die führende leuchtend hellgelb in Litho. Für das Gedenkjahr 1955 hat Lisa Beck ein entschieden strengeres Plakat geschaffen. Es zeigt den heiligen Bischof Ulrich in Meditation versunken. Die Stadt zu seinen Füßen steht auf dem Bischofsmantel und Der Ursprung als Kunstakademie ist im hohen Stellenwert des künstlerischen Arbeitens in den Fächern Zeichnen und Freies Gestalten, aber auch in der Methodik aller anderen Fächer lebendig. Besonders im Erdgeschoss des neuen L-Flügels des Campus am Roten Tor ist die künstlerische Tradition augenfällig. 8 ist dort gut vor den Pfeilen der Ungarn geschützt. Schrift und Lineament spielen auf diesem Plakat eine wichtige Rolle. Diese und weitere Beispiele zeigten die Qualität dessen, was an der Kunstschule gelehrt und gelernt wurde und ließen allmählich die Stimmen verstummen, die gefordert hatten, die Schule zu schließen.
Es ging also 1950 nicht nur um die Anerkennung der Leistungen der Studenten in der Augsburger Öffentlichkeit, sondern es ging auch um das Konzept des Studienwegs, das die Augsburger Kunstschule anbot. Sollte sie nach dem in Bayern erfolgreichen Prinzip einer handwerklichen Fachschule, einer Meisterschule geführt werden? In den zwanziger Jahren hatte Karl Rupflin die Kunstschule nach diesem Prinzip organisiert. Oder sollte eine Werkkunstschule aufgebaut werden, eine Schule also, deren Fächer gezielt an den realen Anforderungen bestimmter Designerberufe orientiert waren. Jedes dieser Konzepte erforderte einen umfangreichen Umbau und Aufstockung der finanziellen Mittel. Nicht nur unter den Augsburger Lokalpolitikern gab es Kontroversen in dieser Frage, auch im Kultusministerium und selbst unter den Dozenten der Kunstschule. Eugen Nerdinger setzte sich mit größtem Nachdruck für die Weiterentwicklung der Kunstschule zur Werkkunstschule ein und setzte sich damit schließlich gegen alle Widerstände durch. Aufgrund der Fachkompetenz der berufenen Dozenten stand von Anfang an fest, dass in Augsburg die zweidimensional darstellenden Verfahren gelehrt werden. Seit 1953 nahm die Zahl der Dozenten und der unterrichteten Fächer zu. Es begann mit nebenberuflichen Dozenten (in heutiger Diktion: Lehrbeauftragten), von denen einige später als Hauptamtliche berufen wurden. Das betraf unter anderem Hilde Spengler, Hans Weidner und Georg Wirnharter. Zum Teil hatten sie an der Kunstschule studiert, bei Eugen Nerdinger selbst, so Gottfried Moosdorf, ehe sie zum Studium an die Akademie in München gegangen waren, so Georg Bernhard oder Heinz Butz.

### Werkkunstschule Augsburg (1962 bis 1972)
Am 1. Juni 1962 fand im Schaezler Palais eine Festveranstaltung und Ausstellung statt, mit der das Jubiläum 250 Jahre Reichsstädtische Kunstakademie gefeiert wurde und zugleich der neue Status als Werkkunstschule. Dieser Status galt zwar intern schon seit 1959, aber die offizielle Bestätigung durch das Ministerium und die Stadt hatte auf sich warten lassen. Als Festredner sprach Eugen Nerdinger als frisch bestallter Direktor der Werkkunstschule. Sein Thema war Tradition, Prinzip, Verpflichtung. Zu einer Ausstellung über ein Schul- , Lehr- und Berufsbild, das seit einem Vierteljahrtausend in Augsburg der gestalterischen Erziehung dient. Dann sprachen der Präsident des Bundes Deutscher Gebrauchsgraphiker, Dr. E. Hoelscher, und Dr. Dr. W. Keim vom Bayerischen Kultusministerium. Dazu erschien eine sorgfältig gestaltete Festschrift mit Beiträgen von Norbert Lieb, Direktor der Städtischen Kunstsammlungen, Wilhelm Effenberger, Leiter der Graphischen Sammlung Augsburg und von Eugen Nerdinger mit zwei Aufsätzen Prinzip, Tradition, Verpflichtung und "Die heutige Werkkunstschule". Hinzu kamen Darstellungen der Lehrprogramme und zahlreiche Abbildungen von Arbeitsproben aus den fünf Fachabteilungen: Vom Aufbau – und Entwurfsstudium, Gebrauchsgrafik, Das Arbeiten in Teams ist nicht nur typisch für die Medienstudiengänge. Konzeptionelles Arbeiten und methodische Überlegungen nehmen einen immer höheren Stellenwert im Studium ein. Dies entspricht dem Wandel des Designers vom Grafiker zum Kommunikationsexperten. 9 Ausstellungs- und Außenwerbungsgestaltung, (Textil-)Mustergestaltung, Angewandte Malerei und der Meistervorbereitungskurs für Baumaler und grafisches Gewerbe. Jede dieser Fachabteilungen ist in einem kurzen Text erläutert. Diese Präsentation wurde publiziert im Jubiläumsheft der Zeitschrift Archiv für Druck und Papier, 100. Jg. 1963 auf S. 24–71 und ausführlich dokumentiert. Diese Zeitschrift hatte eine außerordentliche Verbreitung, und das Echo war entsprechend.

Pfeiffer-Belli schrieb in der SZ: 
„Ein gewisser konservativer Zug ist nicht zu übersehen, doch hat er Frische und Klarheit, er passt nach Augsburg, das in seiner Mischung von moderner Industriemetropole und dörflich ländlicher Großstadt mit uralter kultureller Tradition ein überzeugendes, gerade wachsendes Stadtgebilde ist. Man hat das Gefühl, Augsburg braucht diese Schule genauso, wie diese sich in der Ausstellung präsentiert und die Schule braucht die Stadt als anregenden, auftraggebenden, weiträumigen Hintergrund.“
Zu Nerdingers 60. Geburtstag erschien 1970 die N-Werkliste mit Worten der Freunde als Vorspann. Dort schrieb Norbert Lieb (Leiter der Städtischen Kunstsammlungen von 1932 bis 1963): 
"Zum ehrfürchtigen Umgang mit der Schrift kamen im Farblichen die ’Nerdinger Töne’ – jene bis zur Trübung, einer durchgeistigten Trauer und Hoffnung gedämpften Nuancen von Braun, Blau, Grau, Oliv und Kupfer, welche einen als Zeitausdruck tief berühren konnten."
1962 gehörte die Werkkunstschule Augsburg noch nicht lange zum Kreis der bestehenden Werkkunstschulen in der Bundesrepublik. In Bayern, ja sogar in ganz Süddeutschland war sie jedoch Vorreiter und Vorbild. Die Würzburger Kunstschule nannte sich zwar Werkkunstschule, ohne jedoch die erforderlichen Kriterien zu erfüllen.
Die kommunale Trägerschaft blieb für die Augsburger Werkkunstschule ein Problem, denn dadurch war der finanzielle Rahmen beengt. Dennoch wurde das „Augsburger Modell“ als solches anerkannt. Anerkannt wurde das Lehrkonzept, die vorgeschriebene Studiendauer und Studienordnung mit festgelegtem Fächerkanon, klar bestimmtem Ausbildungsziel und prüfbaren Leistungsnachweisen. Es war Nerdinger bewusst, welch große Bedeutung ein erfolgreicher Auftritt in der Öffentlichkeit für die Schule, ihren Direktor und die Studenten hat. Als Werkkunstschule gehörte die Augsburger Schule nun zu einem bestimmten Schultyp; Studiendauer waren acht Semester, davon vier als Grundlagenstudium, darauf folgend das Entwurfstudium mit Aufgaben aus der Praxis. Das Ziel dieses Studiums war ein berufsbefähigender Abschluss. Handwerkliches Können mit der Selbsteinschätzung des Gestalters als Praktiker sollte das Ergebnis sein, des Gestalters als Handwerker. Die Forderungen an den Schulträger hinsichtlich der Räume, des Lehrpersonals waren besser zu vertreten als zuvor durch die Kunstschule. Gewiss war die Augsburger Schule erst „aufgestiegen“ zum Kreis der Werkkunstschulen, ein außerhalb Bayerns längst akzeptierter Schultyp. Neu in Augsburg war, dass nun Zeugnisse Verlauf und Abschluss der Ausbildung begleiteten. Jeder Student in der Zeit von 1960 bis 1972 musste, solange die Werkkunstschule bestand, zudem ein selbst produziertes Dokument der Arbeiten, die im Lauf seines Studiums entstanden waren, als Teil der Abschlussarbeit liefern, das Werkstück. Je nach Fach hieß dies meist 30-seitige Heft RING (bei Gebrauchsgrafik), PRISMA (bei Ausstellungsgestaltung), ORNARE (für Mustergestaltung), SPEKTRUM (für Malerei). Das einzelne Heft ist eine bunte Sammlung von Beispielen verschiedener Designaufgaben in unterschiedlichen Techniken. Als die ehemals städtische Kunstschule integriert wurde in die Staatliche Fachhochschule Augsburg, wurde das Werkstück in dieser Form hinfällig.